# Crave à bec rouge
Pyrrhocorax pyrrhocorax
Vous lisez un « article de qualité » labellisé en 2010.
Pour les articles homonymes, voir Crave.
Espèce
Statut de conservation UICN

 LC  : Préoccupation mineure
Le Crave à bec rouge (Pyrrhocorax pyrrhocorax), quelquefois appelé Crave corallin ou simplement Crave, est une espèce d'oiseaux de la famille des corvidés, l'une des deux seules espèces du genre Pyrrhocorax, avec le Chocard à bec jaune (P. graculus). Ses huit sous-espèces vivent sur les montagnes et les falaises côtières depuis l'Irlande et l'Ouest de la Grande-Bretagne jusqu'à l'Asie centrale, l'Inde et la Chine, en passant par l'Europe du Sud et l'Afrique du Nord.
Son plumage est noir avec des reflets iridescents, son long bec incurvé et ses pattes sont rouge vif. Son cri d'appel est sonore et retentissant. Son vol, rémiges primaires largement écartées, est puissant et acrobatique. Le Crave à bec rouge s'apparie pour la vie, restant également fidèle à son site de reproduction habituellement situé dans une caverne ou dans la crevasse d'une falaise. Dans un nid fait de radicelles et de laine, la femelle pond trois à cinq œufs. Particulièrement sociables en période inter-nuptiale, les craves vivent souvent en bandes et cherchent leur nourriture ensemble, dans les prairies à l'herbe rase, telles les pâtures, consommant principalement des invertébrés. À l'occasion, il consomme aussi des fruits, comme des cerises et des myrtilles.
Bien qu'elle soit sujette à la prédation et au parasitisme, la principale menace pour cette espèce reste les changements des pratiques agricoles, qui ont mené au déclin des populations, à des extinctions locales et à la fragmentation de la répartition en Europe ; cependant l'oiseau n'est globalement pas menacé. Le Crave à bec rouge était autrefois associé à la pyromanie et a des liens avec le saint Thomas Becket et le comté des Cornouailles. L'oiseau a été représenté sur les timbres-poste de quelques pays, y compris l'île de Man, avec quatre timbres différents, et la Gambie, où l'oiseau n'est pourtant pas présent.

## Description

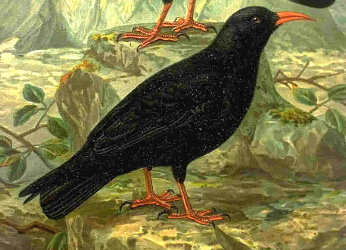
Représentation de 1905 d'un Crave à bec rouge.

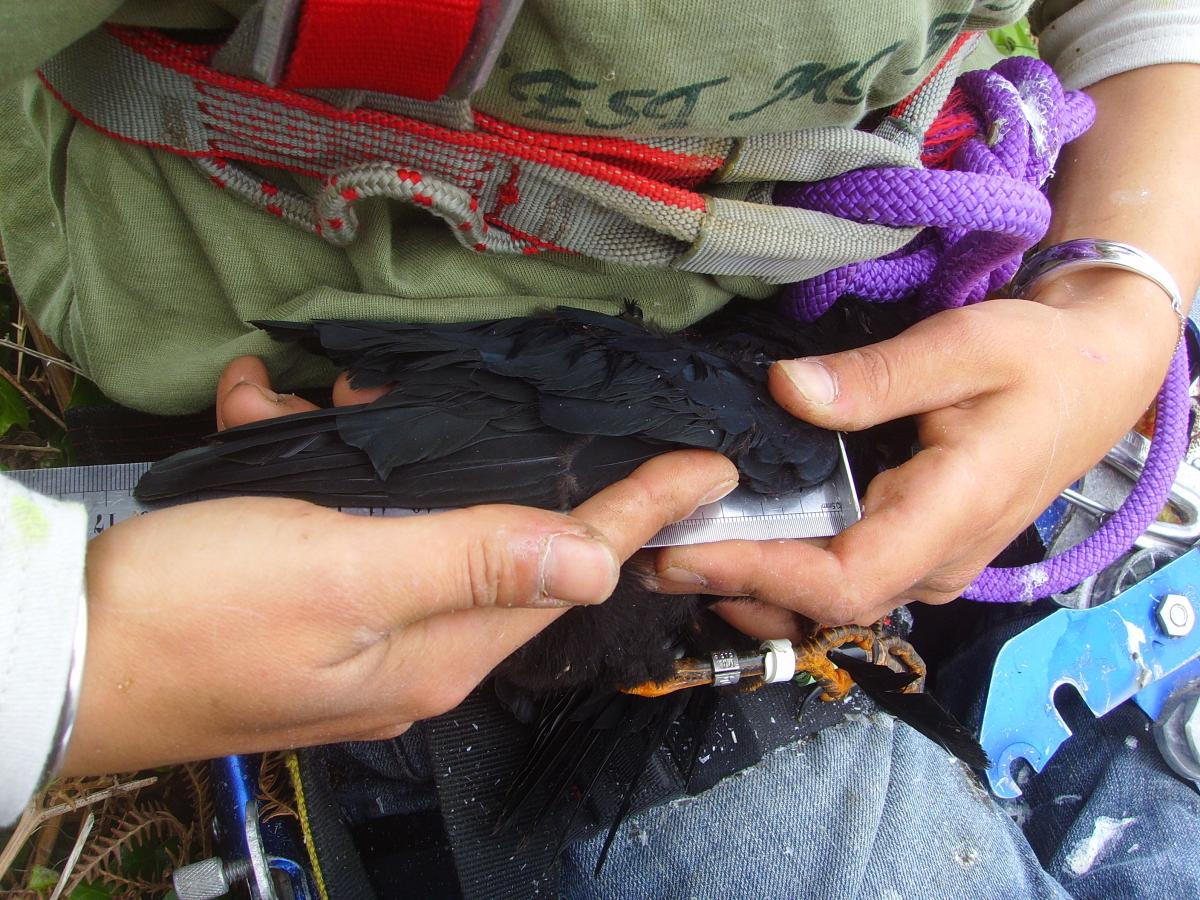
Mesure de l'aile pliée d'un poussin de Crave à bec rouge lors du baguage, à Goulien, en Bretagne.

### Dimensions
Les adultes mesurent entre 39 et 43 cm de longueur, du bec à la queue, pour une envergure allant généralement de 76 à 80 cm, pouvant atteindre 90 cm. L'aile mesure 27 à 31 cm, la queue 15 à 17 cm, le bec de 4 à 5,8 cm et le tarse de 4,5 à 5,7 cm.
Il n'y a pas de grand dimorphisme sexuel, mais le sexe des oiseaux peut être déterminé à partir de la taille du bec et du tarse.
Le Crave à bec rouge pèse de 280 à 360 g, pour une moyenne de 310 g.

### Morphologie et plumage

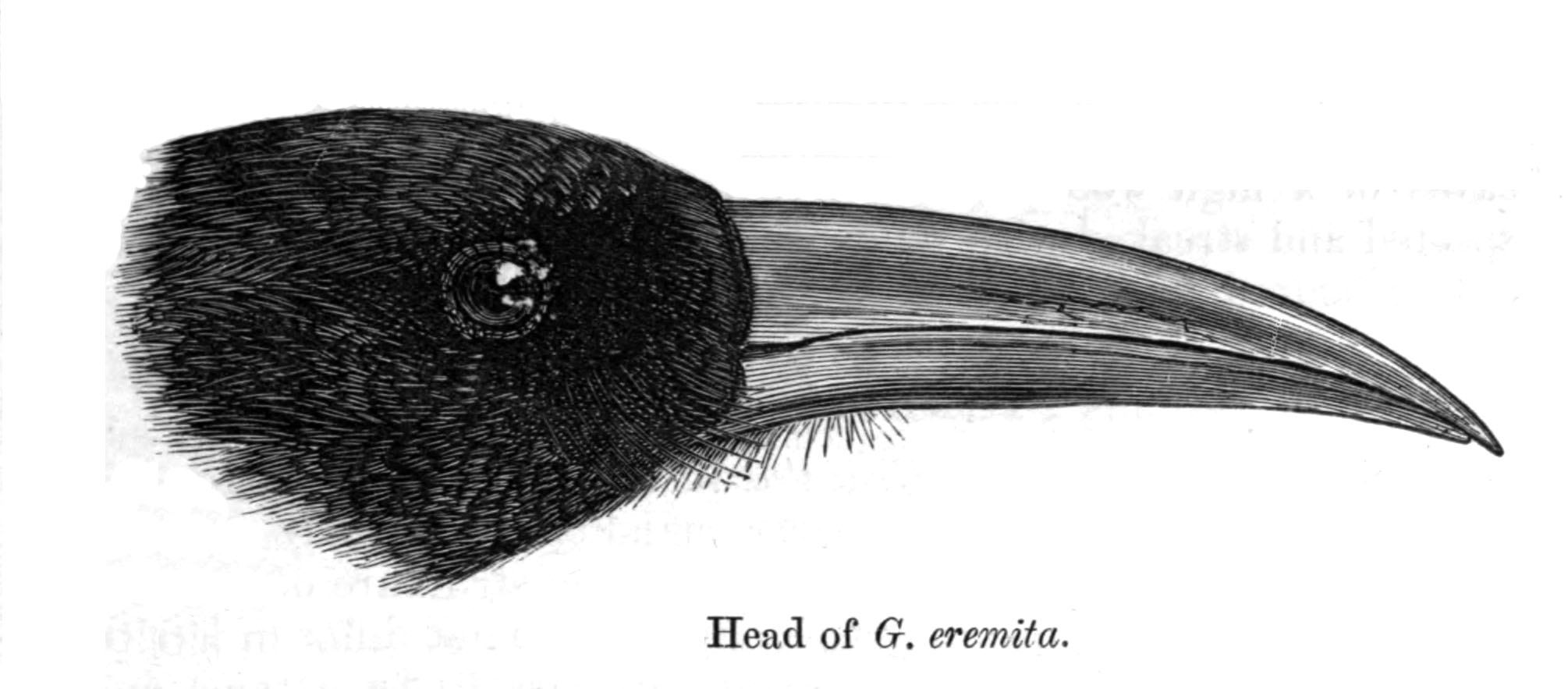
Détail de la tête et du bec.

Le plumage est entièrement noir, avec des reflets verts, bleus et violacés, plus discrets chez la femelle. Les pattes sont rouges. Le bec, rouge vermillon, est long et légèrement incurvé, s'affinant graduellement vers la pointe, adapté à son mode d'alimentation. Il est surmonté d'une touffe nasale ne dépassant pas le sixième de sa longueur totale. Les ailes sont longues et étroites, mesurant environ le double de la longueur de la queue.
Le juvénile est plus terne, à l'exception des pennes. Son bec est jaune-orangé et ses pattes plutôt roses, jusqu'à son premier automne. Les jeunes ont également le bec et les ailes plus courts que les adultes.

### Espèces similaires

Représentation d'un Crave à bec rouge et d'un Chocard à bec jaune, illustrant les différents éléments de comparaison.

Bien que l'espèce, et surtout ses juvéniles, soit assez ressemblante au Chocard à bec jaune (Pyrrhocorax graculus) et qu'elle partage sa zone de distribution, ce dernier a le bec plus court, moins courbé, et jaune. Au sol, la pointe des ailes du crave arrive au moins au niveau de la queue, alors que celles du Chocard sont comparativement plus courtes. Même en vol, les deux espèces peuvent être distinguées par les ailes moins rectangulaires du Chocard, et sa queue plus longue et moins carrée. Le Crave a également la « main » (la partie externe de l'aile) large et nettement digitée, alors que celle du Chocard est plus arrondie et moins digitée. L'hybridation de ces deux espèces a déjà été observée dans la nature.
Un autre oiseau pouvant se rencontrer avec le crave est le Choucas des tours (Corvus monedula). Il est plus petit et son plumage est plus mat, ce qui le rend facilement distinguable. De plus, le court bec et les pattes du choucas sont noirs.
Une quatrième espèce, originaire d'Australie, rappelle les traits du crave : le Corbicrave leucoptère (Corcorax melanorhamphos) a suivi une évolution convergente, menant à des similitudes portant sur le plumage, sombre et sur le bec, courbe.

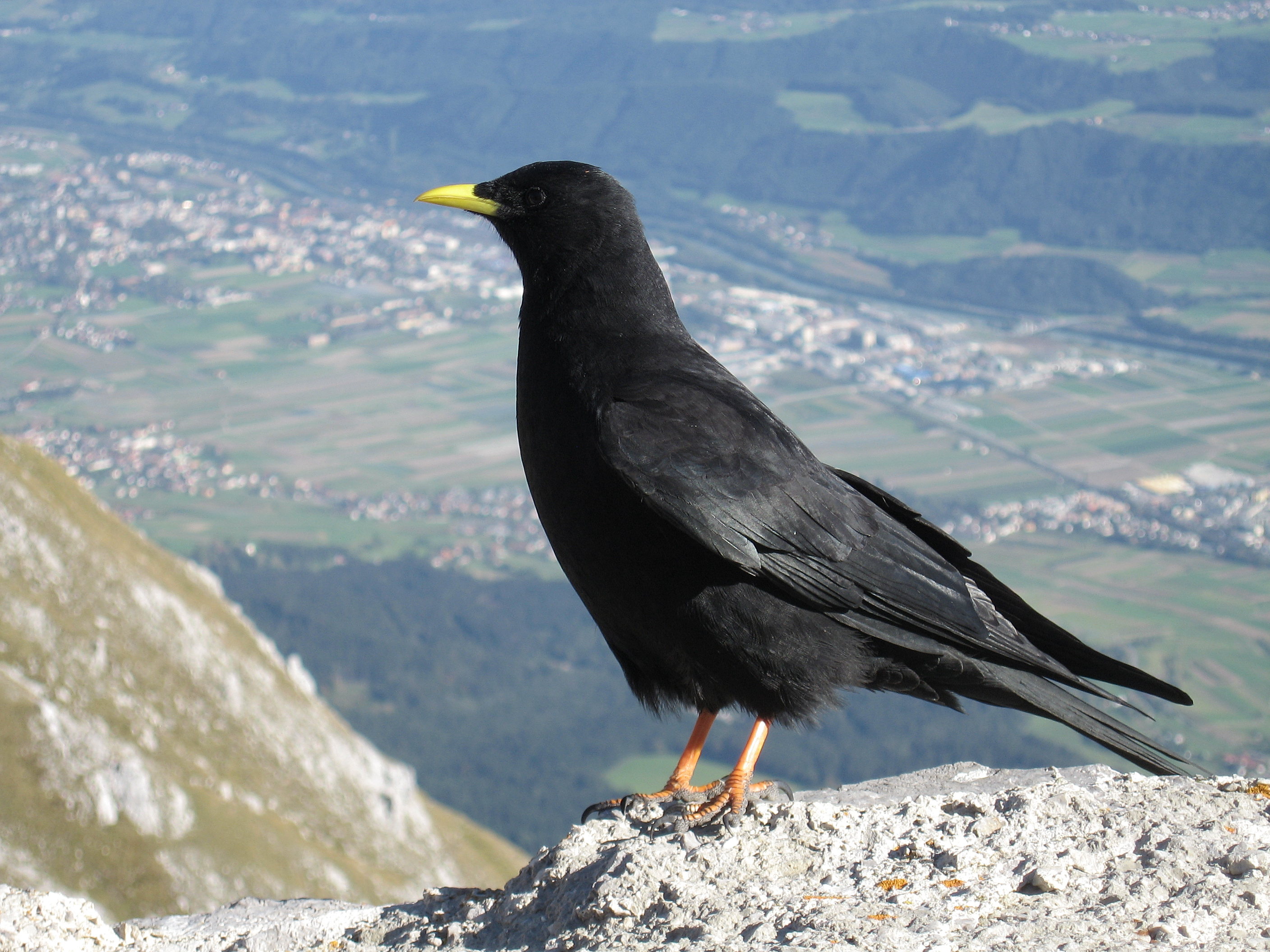
Chocard à bec jaune (Pyrrhocorax graculus)
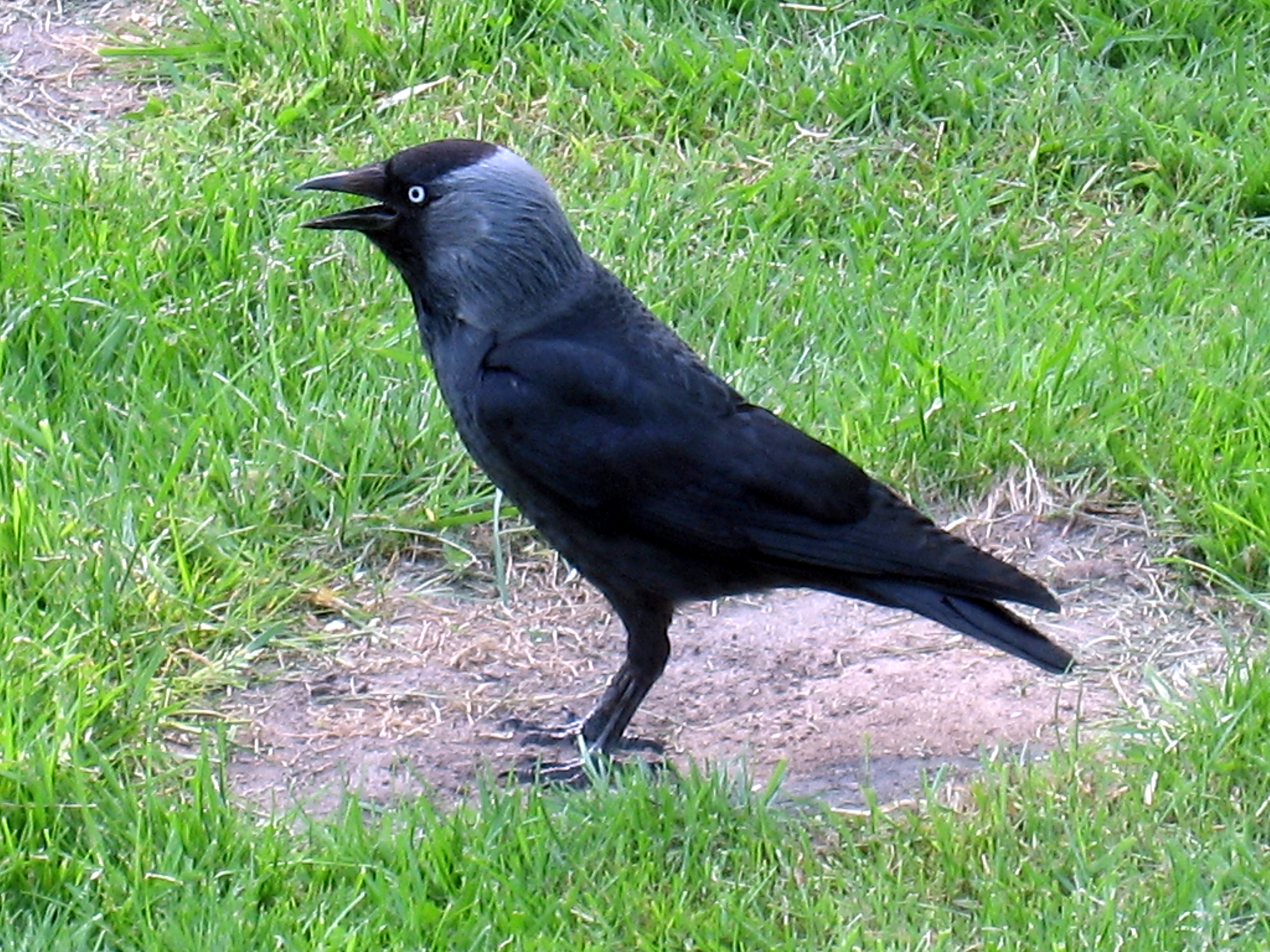
Choucas des tours (Corvus monedula)
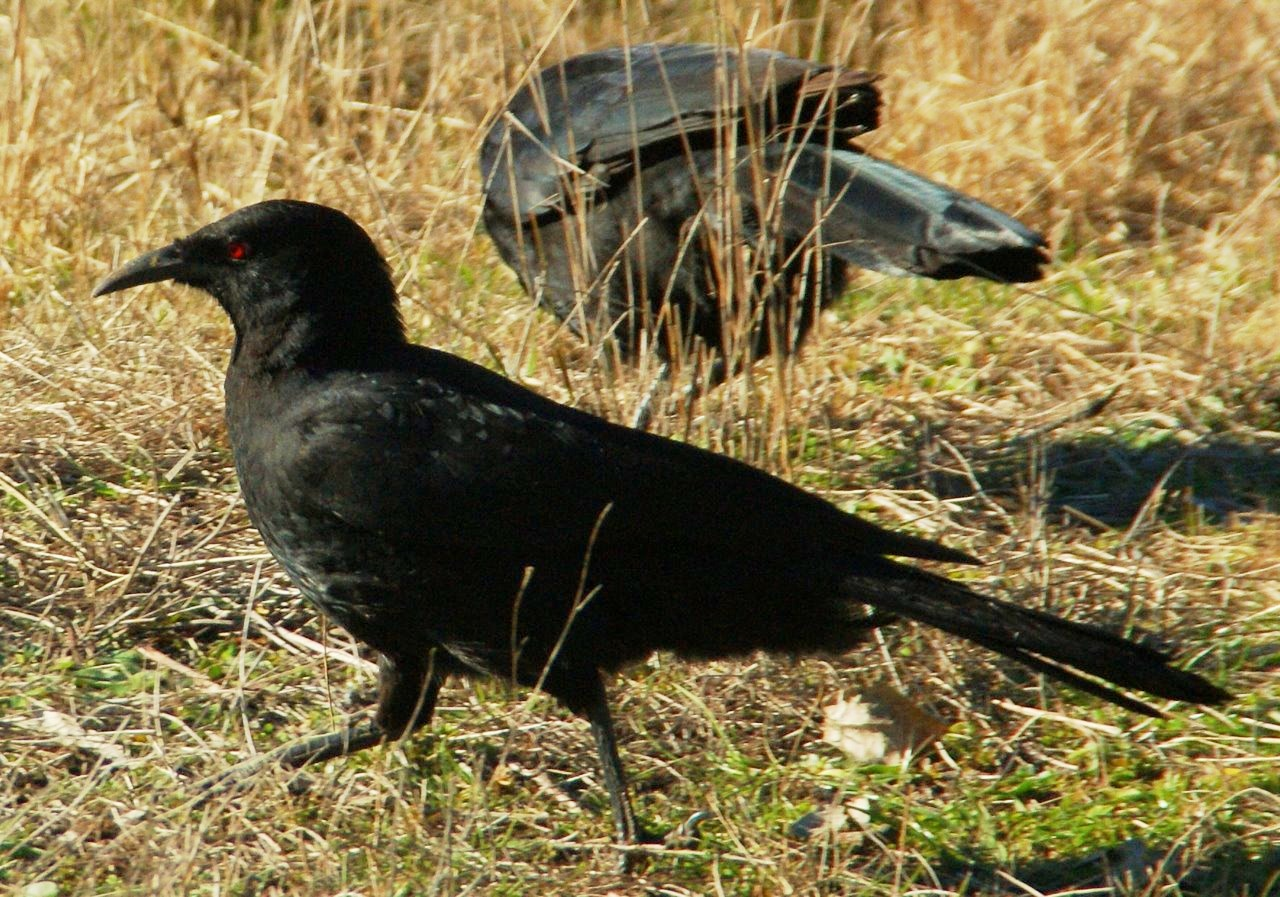
Corbicrave leucoptère (Corcorax melanorhamphos)

## Écologie et comportement

### Locomotion

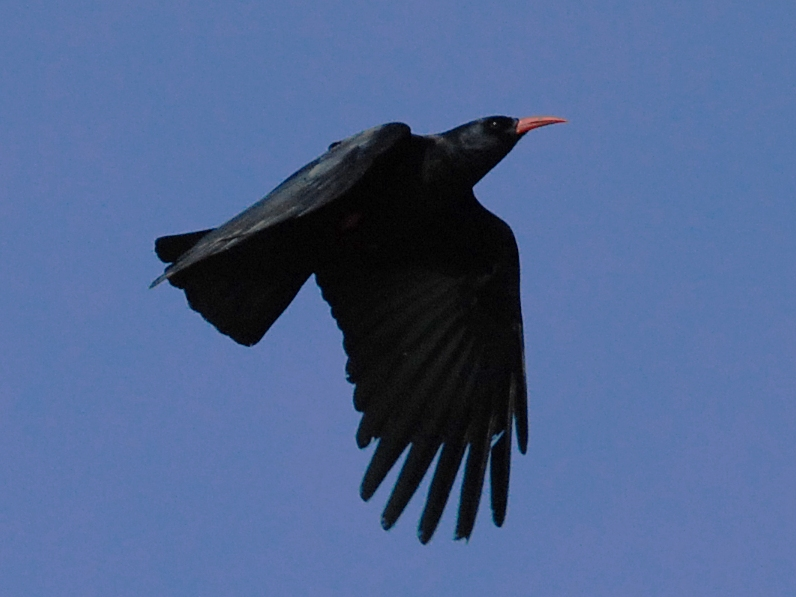
Crave à bec rouge en vol dans les Cornouailles, Angleterre.

Tout comme le chocard, il est très à l'aise en vol et tire pleinement profit des courants ascendants et autres mouvements de l'air. Son vol gracieux et puissant lui permet des acrobaties stupéfiantes, comme des piqués vertigineux, des vrilles ou des loopings. Ses rémiges primaires largement écartées, il sait également admirablement planer, sa queue lui servant de gouvernail.

### Alimentation

#### Régime alimentaire

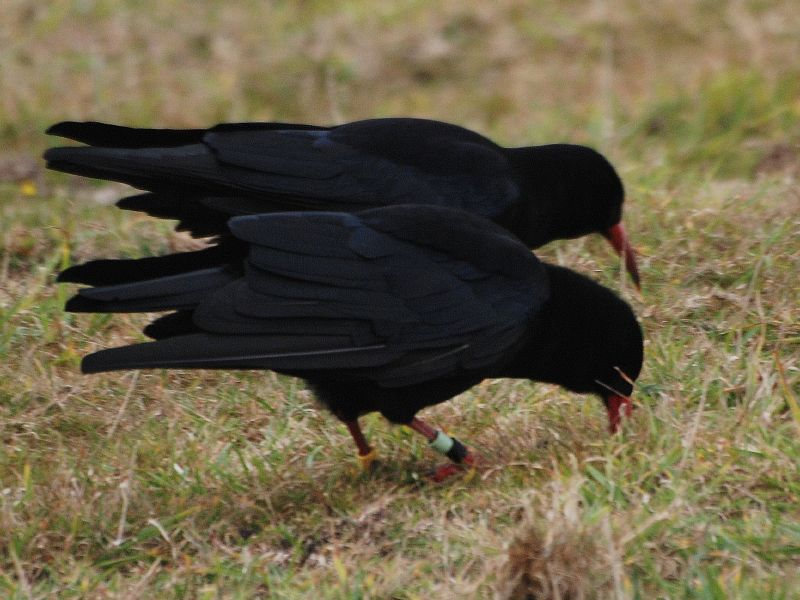
Deux craves à bec rouges prospectant dans l'herbe rase, à Penwith dans les Cornouailles, Angleterre.

Cet oiseau se nourrit de divers invertébrés tels les insectes ou les araignées trouvés à la surface du sol. Les fourmis représentent probablement la plus grande part de son régime, qu'il complète de bousiers ou de jeunes diptères. Il se sert également de son long bec courbé pour creuser à la recherche de vers et d'autres invertébrés, comme les escargots ou les limaces. S'il vit près des côtes, il se nourrit aussi de crustacés et de mollusques. Dans les bouses et les crottes, il trouve aussi bien des coléoptères coprophages et autres invertébrés que des graines,.
La profondeur à laquelle il sonde habituellement le sol est de 2 à 3 cm, ce qui reflète d'une part la faible épaisseur des sols sur lesquels il se nourrit, et d'autre part le fait que ce soit la profondeur à laquelle vit une grande part des invertébrés du sol. Il est cependant capable de creuser jusqu'à 10 à 20 cm de profondeur quand les conditions le requièrent,. Des spécimens de la sous-espèce du centre de l'Asie, P. p. centralis ont également été observés perchés sur le dos de mammifères sauvages ou domestiqués, pour se nourrir de leurs parasites.
Bien que les invertébrés composent la majeure partie de son alimentation, il se nourrit également de matière végétale comme les graines, notamment à la fin de l'automne et durant l'hiver, lorsque les arthropodes se font plus rares. En Himalaya il est même préjudiciable aux cultures d'orge en interrompant la maturation du fruit par l'extraction du grain, et il forme dans cette région de grands groupes en hiver En plus des céréales, il consomme fruits et semences de genévriers, sorbiers, poiriers, pruniers, aubépines, rosiers, houx, ficus, oliviers, argousiers, vignes, agrumes et airelles.
Il peut également se nourrir de charognes (de chamois, lapins, moutons).

#### Zones de prospection
Les types de terrain favoris du Crave à bec rouge pour trouver sa nourriture sont les champs d'herbe courte servant de pâturage, par exemple aux moutons et aux lapins, dont l'abondance est même liée au succès des couvées de l'oiseau. Le crave peut également se nourrir sur les terrains aux sols pauvres, par exemple en bordure de mer, où la croissance des plantes est limitée par la salinité de la côte,.

#### Concurrence
Là où chocard et crave cohabitent, il n'y a qu'une faible concurrence alimentaire. Une étude italienne a en effet prouvé qu'en hiver, lorsque les deux espèces sont contraintes à compléter leur alimentation de végétaux, le Crave à bec rouge se rabat presque exclusivement sur des bulbes de gagées, tandis que le Chocard à bec jaune préfère les baies et les cynorrhodons. En juin, les craves à bec rouge se nourrissent de chenilles de lépidoptères et les chocards à bec jaune de pupes de Tipulidés. Plus tard dans l'été, le chocard consomme principalement des sauterelles, tandis que le crave ajoute à son régime pupes de Tipulidés, larves de diptères et de coléoptères. Les deux espèces cachent leur nourriture dans les fentes et les fissures, et referment la cachette avec quelques cailloux.

### Voix
Pour un article plus général, voir Vocalisation des oiseaux.
Le cri d'appel fort et strident en chee-ow du crave ressemble à celui du choucas, en plus clair et plus fort, également agrémenté de kiah, de kaah, de tschaf ou de skirrik. En revanche sa voix est très distincte de celle du chocard, qui émet un preep vibrant et des sifflements en sweeeooo.
On peut l'entendre crier tout le long de l'année. Les petites sous-espèces du crave ont des appels aux fréquences plus élevées, la taille du corps et la fréquence d'émission étant inversement liées.

### Comportement social
Le Crave à bec rouge a un comportement territorial, défendant son site de reproduction et le territoire environnant. Les craves restent principalement en couple mais sont grégaires durant l'hiver, se regroupant en petites bandes, ou même en groupes plus gros et hiérarchisés, comptant jusqu'à des centaines d'individus, pour dormir ou chercher leur nourriture.
En dehors de la période de reproduction, le Crave à bec rouge est peu farouche, et on peut le voir s'approcher des habitations, notamment des chalets de montagne.
La pariade a lieu au printemps, et pour sa parade nuptiale le mâle réalise de superbes prouesses aériennes.

### Reproduction

#### Nidification

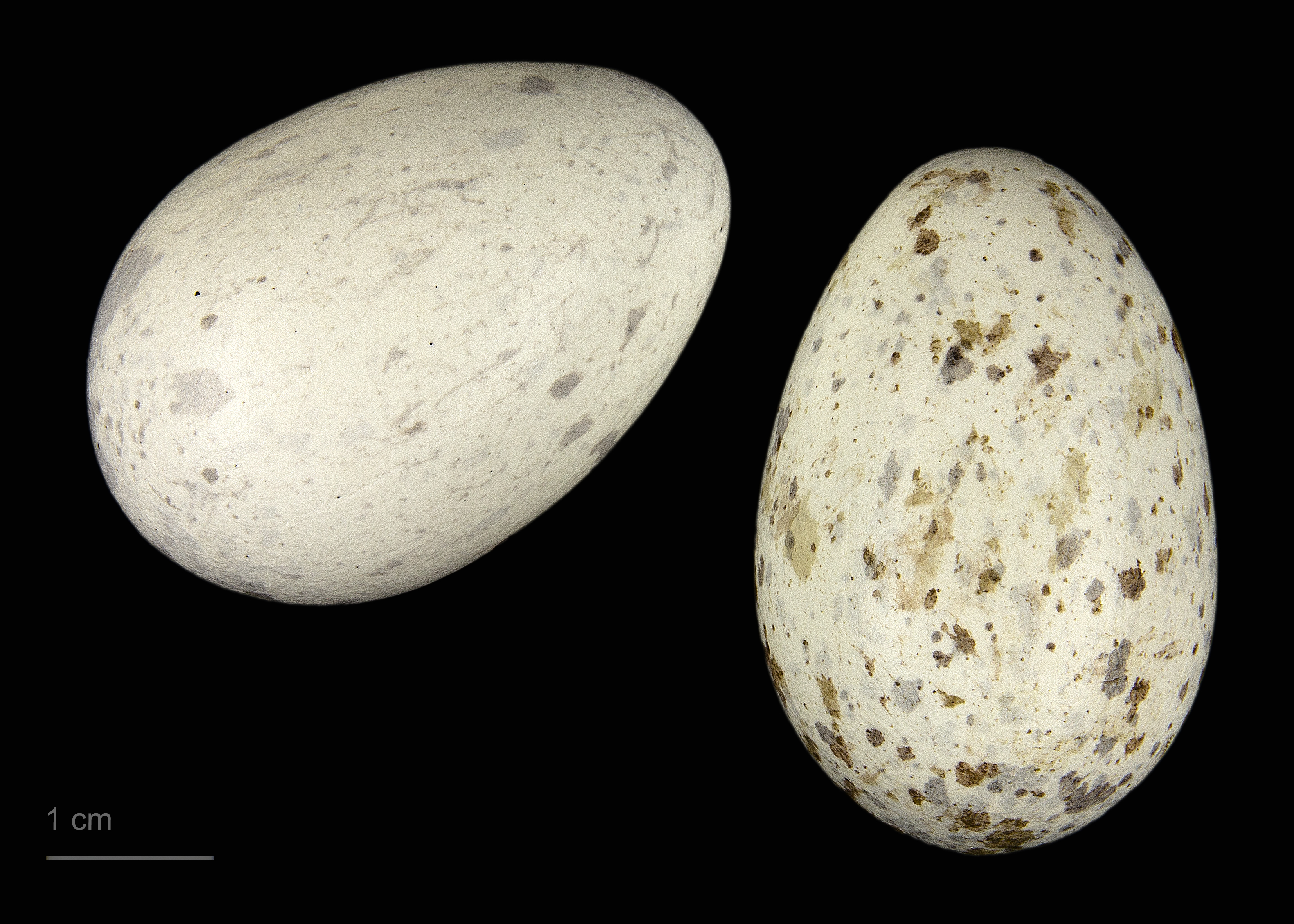
Œufs de Pyrrhocorax pyrrhocorax (MHNT).

Les couples de craves sont très unis, fidèles pour la reproduction ainsi qu'à leur site de reproduction (philopatrie). Ils ne se reproduisent généralement qu'une fois par an, pouvant très rarement refaire une couvée après la perte de la première par les prédateurs. Les craves nichent dans les endroits difficiles d'accès, comme les falaises, les grottes et les crevasses des rochers. Dans les sols sablonneux et suffisamment meubles, les oiseaux peuvent creuser des trous de près d'un mètre de profondeur. Ils peuvent également construire leur nid dans de vieux bâtiments. Au Tibet, on les trouve dans des monastères en activité, de temps en temps dans les bâtiments modernes de villes mongoles, y compris à Oulan-Bator, la capitale. Le Crave à bec rouge peut aussi utiliser d'autres emplacements artificiels, et s'installer par exemple dans des carrières ou des puits de mine.
Le nid est imposant mais désordonné, avec une base de tiges de bruyère parfois liées à l'aide de boue. Il est composé pour le reste de racines et de tiges de callune, d'ajoncs ou d'autres plantes, avec le fond garni de laine ou de poils,. En Asie centrale, les poils peuvent être directement prélevés sur des Jharals.
La femelle pond en général quatre ou cinq œufs, les couvées de trois ou six œufs étant relativement peu fréquentes, celles d'un seul exceptionnelles. La taille de ces œufs a pour valeurs extrêmes 34,3-42,0 mm × 21,5-29,5 mm, et leur poids moyen est de 15,7 grammes, dont 6 % de coquille. Ils sont elliptiques, lisses et brillants, plus ou moins tachetés et de couleurs très variables, allant de diverses nuances de brun et de gris vers le crème et l'ocre. Les dimensions des œufs sont indépendantes de la taille de la nichée et de l'emplacement du nid, mais peuvent varier d'une femelle à l'autre.

#### Élevage des jeunes

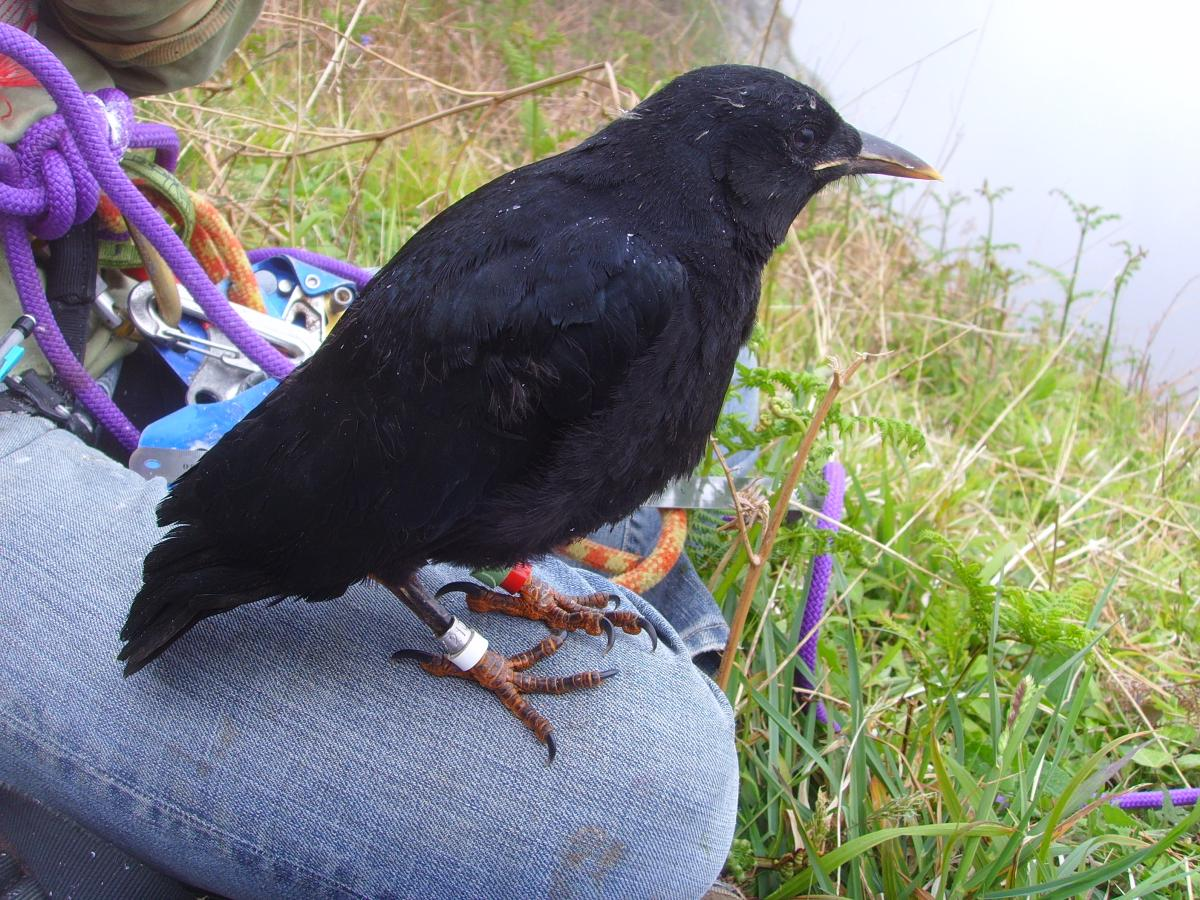
Poussin de crave à bec rouge lors du baguage, à Goulien.

L'incubation dure de 17 à 18 jours, exceptionnellement jusqu'à 21 jours, durant lesquels la femelle est nourrie au nid par le mâle. Les poussins sont nidicoles et la femelle reste au nid avec eux pendant une dizaine de jours, puis les deux parents se partagent les tâches d'alimentation des jeunes et d'entretien du nid. Ils nourrissent les jeunes environ sept fois par jour, d'insectes et de larves qu'ils apportent principalement entre 8 h et 15 h. Les poussins sont recouverts de plumes et capables de voler 31 à 41 jours après l'éclosion.
Selon la répartition, on compte de 1,82 à 2,7 jeunes en moyenne et par couple. La température et les précipitations durant les mois précédant la nidification sont en corrélation avec le nombre de jeunes à l'envol chaque année et avec leur taux de survie. Les jeunes grandissant dans des bonnes conditions sont plus susceptibles de survivre à la période d'élevage, et la période de leur vie durant laquelle ils vont se reproduire sera plus longue que ceux qui passent dans de mauvaises conditions cette période. Seuls 43 % des jeunes survivent la première année de leur vie, et le taux de survie d'adultes sur un an est d'environ 80 %.

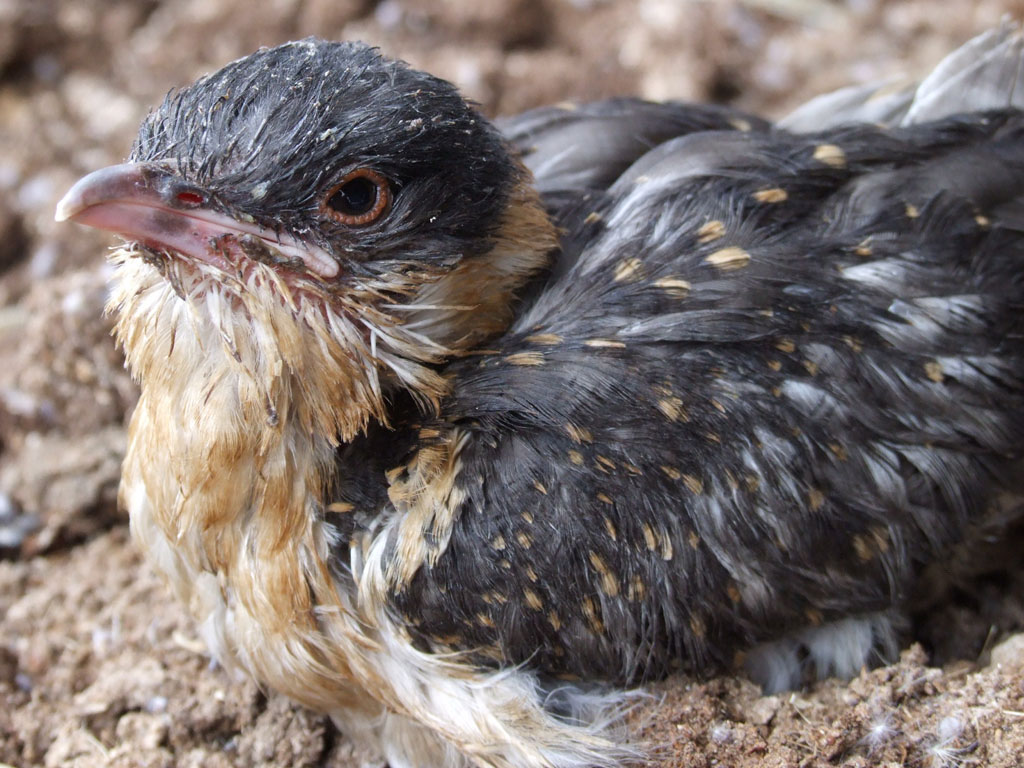
Juvénile de Coucou geai.

À leur sortie du nid, les juvéniles errent quelque temps avec leurs parents. Ils atteignent leur maturité sexuelle à trois ans, mais dans les grands groupes d'oiseaux, ils ne font leur première nichée qu'à un âge plus avancé.
Le Crave à bec rouge peut être victime du parasitisme de couvée de la part du Coucou geai (Clamator glandarius), même si ce dernier préfère habituellement parasiter les nids de la Pie bavarde (Pica pica),.

### Prédateurs
Parmi les prédateurs des craves adultes, on compte des oiseaux tels que le Faucon pèlerin (Falco peregrinus), l'Aigle royal (Aquila chrysaetos) ou le Hibou grand-duc (Bubo bubo), alors que le Grand Corbeau (Corvus corax) s'en prend aux oisillons,,,.
Dans le Nord de l'Espagne, les craves à bec rouge nichent préférentiellement près de colonies de Faucons crécerellettes (Falco naumanni). Ce petit faucon insectivore repère plus facilement les prédateurs et se montre plus vigoureux pour se défendre que ses voisins corvidés. Le taux de réussite des couvées du Crave à bec rouge près des crécerellettes s'avère d'ailleurs beaucoup plus élevé que celui d'autres craves, avec un pourcentage d'échec du nid de seulement 16 % contre 65 %.

### Santé
Les craves ont une espérance de vie moyenne de sept ans, bien qu'un spécimen de 17 ans ait été enregistré.
Ils peuvent être parasités par des acariens. Une étude sur Gabucinia delibata, un acarien des plumes qui parasite les jeunes oiseaux ayant quitté le nid depuis quelques mois, lorsque ceux-ci rejoignent les perchoirs collectifs, suggère cependant que cet acarien a nettement amélioré la condition physique de son hôte. Il est possible que ces acariens vivant dans les plumes participent au nettoyage du plumage et repoussent les agents pathogènes. Ces acariens des plumes auraient donc une relation de commensalisme avec le Crave à bec rouge, et pourraient ainsi agir de façon complémentaire à d'autres méthodes de soin du plumage, comme les bains de soleil ou le frottement du plumage avec des fourmis, dont l'acide formique a une action répulsive sur les parasites.
Les craves peuvent héberger certains parasites du sang comme Plasmodium, mais une étude en Espagne a prouvé que la prévalence était de moins d'un pour cent, et peu susceptible d'affecter la vie et le statut de conservation de cette espèce. Ce faible niveau de parasitisme diffère largement avec les taux beaucoup plus forts chez d'autres groupes de passereaux. Par exemple une étude sur les turdidés de Russie a montré que toutes les Grives litornes, mauvis et musiciennes examinées étaient vectrices d'hématozoaires, en particulier d'Haemoproteus et de Trypanosoma.

## Répartition et habitat

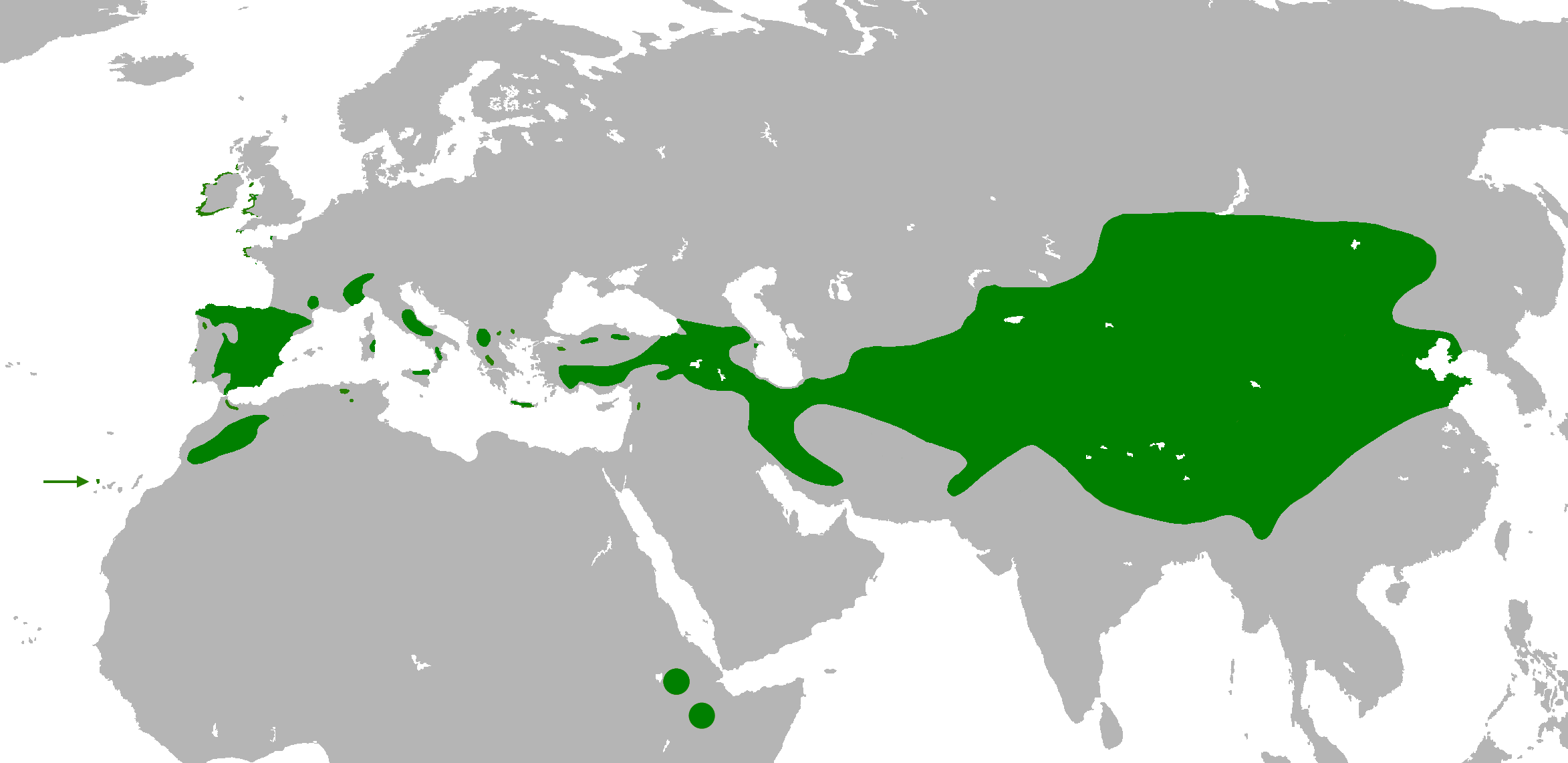
Distribution géographique du Crave à bec rouge en Eurasie et en Afrique.

### Distribution géographique
Le Crave à bec rouge était autrefois nettement plus répandu qu'il ne l'est actuellement. À titre d'exemple, alors qu'il était signalé dans les Churfirsten ainsi que dans le Tessin dès la fin du XIXe siècle, les trois derniers sites de nidification des Grisons ont été désertés en 1967. Dans les Alpes, où il était commun au début du XXe siècle, on ne le rencontre plus, dans la partie française, que dans l'Oisans et la Savoie, et côté Suisse, qu'en Valais. Il couvre néanmoins un large territoire, estimé à 13 300 000 km2 par BirdLife International.
Il vit principalement en Eurasie : au nord, on le trouve jusque dans les îles Britanniques, notamment en Irlande, en Grande-Bretagne et sur l'île de Man, mais aussi jusque sur les côtes bretonnes. Au sud de l'Europe, il occupe le bassin méditerranéen, les Alpes, les Pyrénées et le sud du Massif central. Il vit aussi dans les zones montagneuses de l'Asie centrale, de l'Inde et de la Chine, ainsi qu'en Afrique du Nord, avec deux populations séparées dans les montagnes éthiopiennes, et dans le massif de l'Atlas.
En plus d'être en déclin, ses populations sont très morcelées, les plus grosses zones de peuplement se trouvant en Asie centrale, au Proche-Orient, dans la péninsule Ibérique et dans l'Atlas.
Il est sédentaire dans toute sa gamme, mais peut en hiver descendre dans les vallées, là où il niche habituellement sur les reliefs.

### Habitat

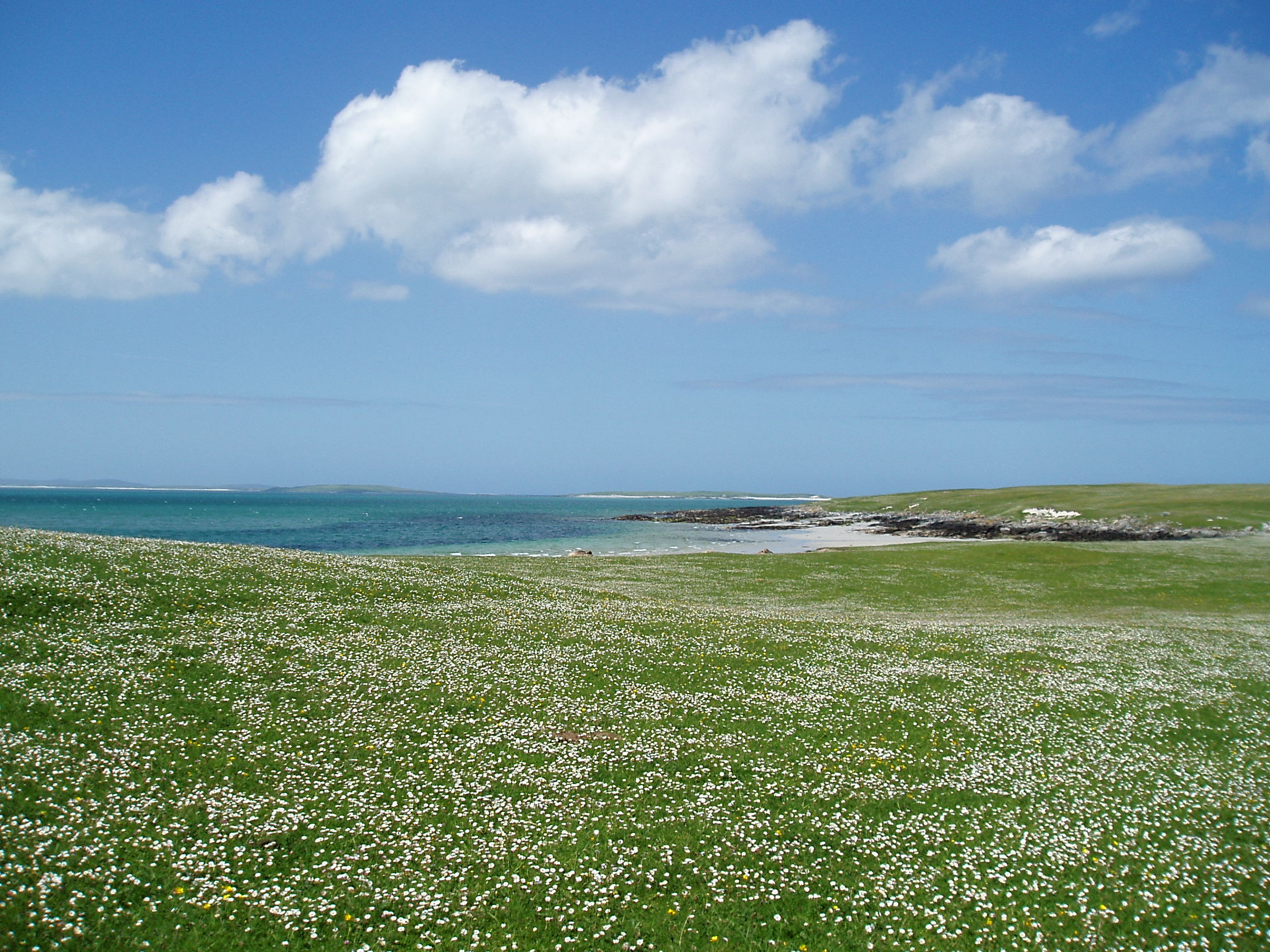
Un machair en Écosse.

Son habitat principal regroupe les hautes montagnes et les milieux ouverts au sol tendre et riches en insectes. En Afrique du Nord, on le trouve entre 2 000 et 2 500 mètres, dans l'Himalaya principalement entre 2 400 et 3 000 mètres. Dans ce dernier massif il vit jusqu'à 6 000 mètres durant l'été, et a même été enregistré à 7 950 mètres d'altitude sur le mont Everest.
En Irlande, en Grande-Bretagne et en Bretagne il habite également sur les falaises des côtes maritimes, s'alimentant dans les prairies à l'herbe rase ou les machairs adjacents. L'espèce était autrefois plus répandue sur les côtes mais a souffert de la perte de cet habitat particulier,. Il niche généralement à une altitude inférieure à celle du chocard même s'il le côtoie souvent, ce dernier ayant un régime alimentaire mieux adapté aux hautes altitudes.
Dans certaines régions aux hivers trop neigeux, il est contraint de descendre dans les vallées jusqu'à 500 m pour trouver sa nourriture.

## Classification

### Taxinomie

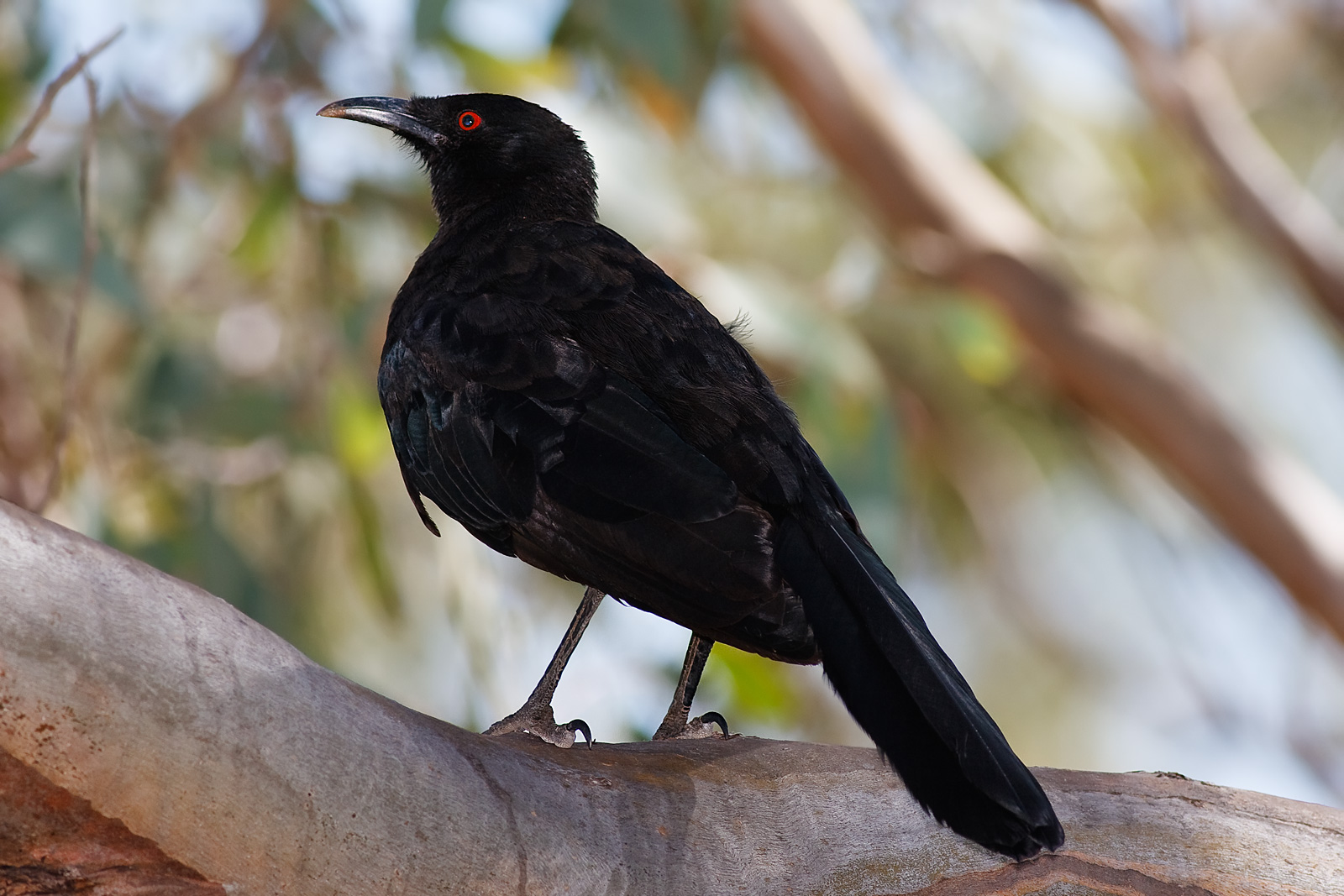
Le Corbicrave leucoptère, homologue australien du crave doit son nom à ce dernier.

Le Crave à bec rouge a été décrit pour la première fois par Carl von Linné dans son Systema Naturae, en 1758, sous le protonyme, latin, de Upupa pyrrhocorax. L'édition de 1766 modifie le genre pour celui de Corvus. L'espèce fut ensuite déplacée dans son genre actuel, Pyrrhocorax, par Marmaduke Tunstall dans son ouvrage Ornithologia Britannica, de 1771. Le taxon Pyrrhocorax pyrrhocorax admet également pour synonymes latins Graculus eremita (Linnaeus) et Pyrrhocorax coracias (Temminck).
La seule espèce partageant le genre avec le Crave à bec rouge est le Chocard à bec jaune, Pyrrhocorax graculus. Les parents les plus proches du crave sont les corvidés du genre Corvus, mais surtout les deux espèces du genre Coloeus, les choucas, quelquefois considérées comme formant un sous-genre du genre Corvus.
Le nom du genre, qui fait également office de nom spécifique, est dérivé du grec πύρρος (purrhos), « couleur de flamme », et de κόραξ (korax), signifiant « corbeau ». Le terme français « crave », comme le terme allemand « krähe », dériverait de l'ancien haut-allemand krāwa qui désigne les corbeaux ou les corneilles. L'oiseau a également donné son nom au Corbicrave leucoptère (Corcorax melanorhamphos).
Les trois espèces, chocard à bec jaune, choucas des tours et crave à bec rouge, sont fréquemment confondues et couramment appelées indistinctement choucas ; elles partagent une même étymologie.

### Sous-espèces et histoire évolutive
Le congrès ornithologique international reconnaît les huit sous-espèces suivantes :

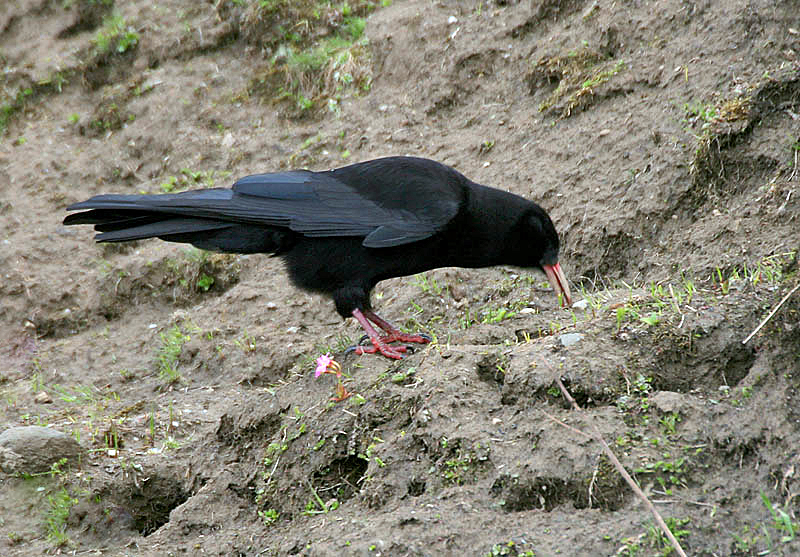
Un juvénile de la sous-espèce P. p. himalayanus, photographié à 3800 m d'altitude, à Tila Lotani, en Inde.

- P. p. pyrrhocorax (Linnaeus, 1758), la sous-espèce type et la forme la plus petite, est endémique des îles Britanniques où elle niche en Irlande, sur l'île de Man, et dans l'extrême Ouest du Pays de Galles et de l'Écosse[7], bien qu'elle ait récemment recolonisé les Cornouailles après une cinquantaine d'années d'absence[50] ;

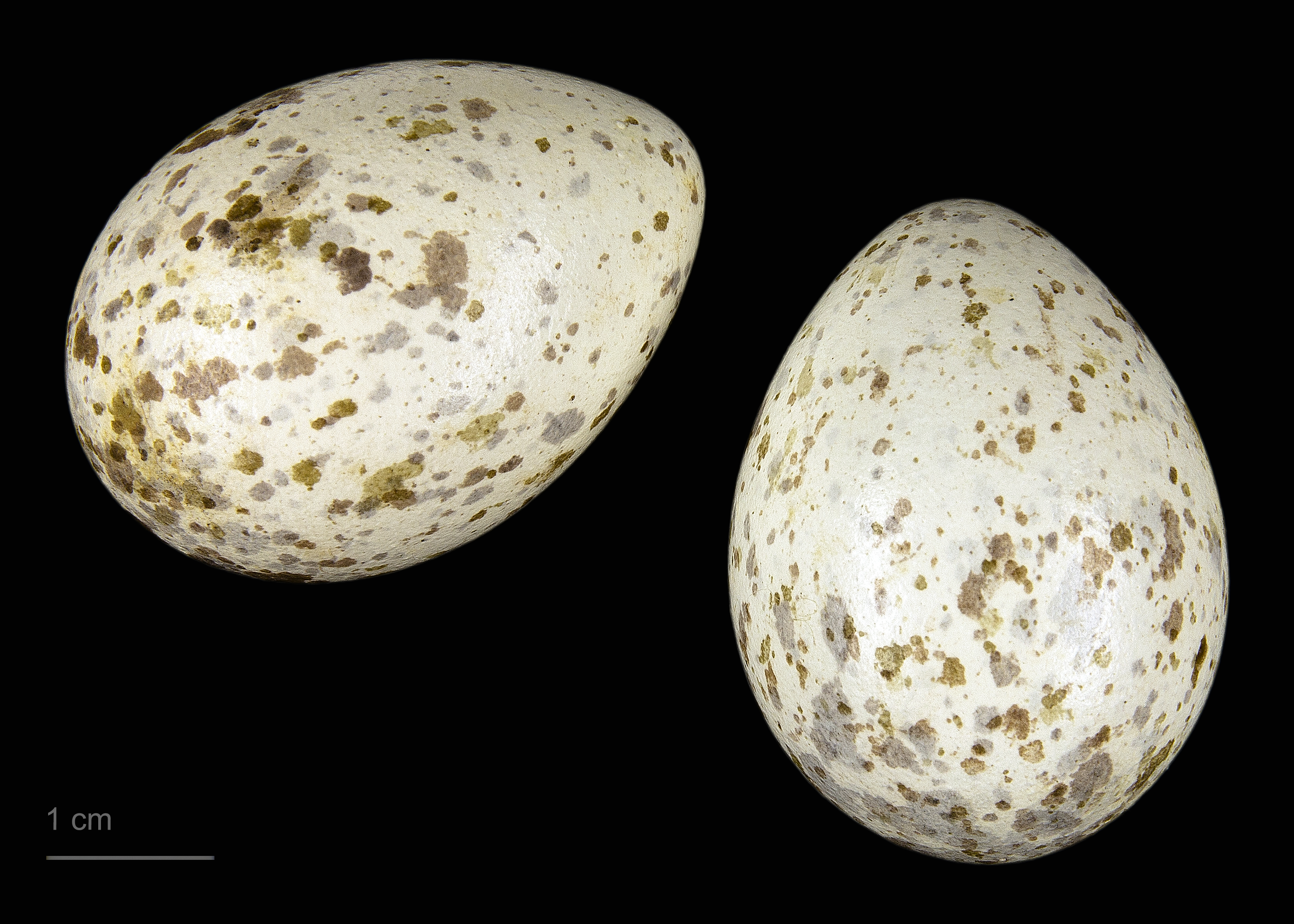
Œufs de Pyrrhocorax pyrrhocorax erythroramphus - Muséum de Toulouse.

- P. p. erythroramphus (Vieillot, 1817), de protonyme Coracia erythroramphos[51], vit dans la partie continentale de la répartition européenne du Crave, à l'exclusion de la Grèce : depuis la péninsule Ibérique jusqu'en Suisse et dans le Nord de l'italie. Elle est plus grande et légèrement plus verte que la sous-espèce type[7] ;
- P. p. barbarus Vaurie, 1954, vit en Afrique du Nord et sur La Palma, dans les îles Canaries. Elle est plus grande que P. p. erythroramphus, avec une queue et des ailes plus longues, et le plumage aux reflets plus verts. C'est la sous-espèce au plus long bec, à la fois quantitativement et comparativement à sa taille[52] ;
- P. p. docilis (Gmelin, 1774), de protonyme Corvus docilis[53], vit de la Grèce à l'Afghanistan et au Pakistan. Elle est plus grande que les sous-espèces africaines, mais a un plus petit bec, et son plumage peu brillant est fortement teinté de vert[7] ;
- P. p. centralis Stresemann, 1928[54],[55], vit en Asie centrale. Elle est plus petite et moins bleutée que P. p. himalayanus[7], et sa distinction d'avec P. p. brachypus a été discutée[52] ;
- P. p. himalayanus (Gould, 1862), de protonyme Fregilus himalayanus[56],[57], vit depuis l'Himalaya jusqu'à l'Est de la Chine, et se mêle avec P. p. docilis dans l'ouest de sa gamme. C'est la plus grande sous-espèce, avec une longue queue et un plumage aux reflets bleutés ou violets[7].
- P. p. brachypus (Swinhoe, 1871), initialement décrite sous le protonyme  de Fregilus graculus brachypus[58],[59], vit dans le Nord et le centre de la Chine, en Mongolie et dans le sud de la Sibérie. Elle est semblable à P. p. centralis mais a un bec moins fort[7] ;
- P. p. baileyi Rand & Vaurie, 1955[60], est une sous-espèce au plumage mat, endémique d'Éthiopie, où elle vit dans deux régions séparées, l'une au Nord l'autre au centre du pays. Ces deux populations pourraient probablement représenter des sous-espèces différentes[7].

Il existe également une forme préhistorique, P. p. primigenius, qui aurait vécu en Europe durant la dernière période glaciaire et qui fut décrite par Alphonse Milne-Edwards en 1875 lors des trouvailles dans le Sud-Ouest de la France,.
L'étude minutieuse des similitudes de la voix entre les différentes sous-espèces suggère que les formes asiatiques et éthiopiennes ont rapidement divergé de la sous-espèce occidentale dans l'histoire évolutive, et que la forme italienne est plus proche de la sous-espèce d'Afrique du Nord que de celles du reste de l'Europe.

## Le Crave à bec rouge et l'homme

### Statut de protection et menaces
Son aire de répartition est très étendue, couvrant un peu plus de 13 millions de kilomètres carrés, et sa population est nombreuse, comptant entre 43 000 et 105 000 couples rien qu'en Europe, et une population mondiale de 300 000 à 1 500 000 individus. Sur l'ensemble de son territoire, l'espèce ne connaît pas de déclin numérique supérieur à 30 % en 10 ans ou en trois générations, et est donc classé par l'UICN en LC (préoccupation mineure),.
| Pays aux plus grosses populations de craves à bec rouge                                                                                           | Pays aux plus grosses populations de craves à bec rouge                                                                             |
| --- | --- |
| - Turquie : 10 000 à 30 000 couples - Russie : 15 000 à 25 000 couples - Espagne : 10 000 à 20 000 couples - Azerbaïdjan : 2 000 à 20 000 couples | - Grèce : 1 100 à 1 800 couples - France : 1 000 à 2 000 couples - Italie : 1 500 à 2 000 couples - Arménie : 1 000 à 1 500 couples |

Néanmoins, l'espèce est localement menacée, comme au niveau européen où elle est considérée « vulnérable »,. En effet, bien que les effectifs de France, de Grande-Bretagne et d'Irlande soient maintenant stables et que l'on compte entre 12 265 et 17 370 couples reproducteurs, il n'y a plus qu'en Espagne que l'espèce ait encore une répartition étendue. Les autres aires de nidification d'Europe ont été fragmentées et isolées, principalement en raison de la diminution de l'agriculture traditionnelle pastorale. En France, par exemple, on observe une diminution de l'aire de répartition dans le Massif central et les Alpes occidentales. Plus grave, au cours des XXe et XXIe siècles, l'espèce a complètement disparu d'Autriche, s'est raréfiée au Portugal, en Italie et autour de la Manche (côtes anglaises, écossaises et irlandaises).
En plus de l'enfrichement et de la disparition des pâtures, l'espèce est également menacée, et de manière non négligeable, par d'autres activités humaines. Les craves peuvent être dérangés au nid ou lors de leur alimentation, par les promeneurs ou les grimpeurs,. Par exemple, une étude sur l'île d'Ouessant a montré que l'oiseau pouvait être dérangé par les touristes dans 97 % de sa zone d'alimentation, ce qui se répercute également sur le taux de réussite des couvées.
En Espagne, le Crave à bec rouge a récemment étendu sa répartition en utilisant de vieux bâtiments, avec 1 175 couples reproducteurs dans 9 716 km2 étudiés. Ces nouveaux sites de nidification sont habituellement situés à la périphérie de la zone originale de répartition, montagnarde. Cependant, les populations installant leurs nids dans les bâtiments sont menacées par les perturbations et persécutions humaines, et la destruction de ces bâtiments. Des fossiles de craves et de chocards ont été trouvés dans les montagnes des îles Canaries. L'extinction locale du Chocard à bec jaune et la gamme réduite du Crave à bec rouge dans les îles peuvent être dues au changement climatique ou à l'activité humaine.

### Symbolisme et aspects culturels
Le Crave à bec rouge est également emblématique du comté de Cornouailles, si bien que son ancienne appellation anglaise, encore très ancrée, était Cornish Chough, signifiant approximativement Crave de Cornouailles. Il apparaît d'ailleurs sur le blason du duché, et du Cornwall County Council,. Il a pourtant temporairement disparu de ce comté au milieu du XXe siècle, après une dernière reproduction en 1947 aux Sorlingues, avant d'y réapparaître en 2001. Le Crave à bec rouge figure aussi sur le blason de la ville canadienne de Cornwall. Il est le symbole animal de La Palma, une des îles Canaries.
Une légende cornique raconte que le Roi Arthur ne serait pas mort mais que son âme aurait pénétré le corps d'un Crave, la couleur rouge du bec et des pattes de l'oiseau provenant du sang coulé lors de la dernière bataille du souverain, et que par conséquent tuer cet oiseau porterait malheur. Les pattes et le bec rouge de l'oiseau rappelleraient la fin sanglante du roi.

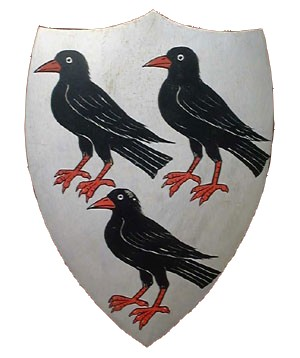
Armoiries de Thomas Becket : Argent three Cornish Choughs proper two and one.

Armoiries de Rupert, actuel comte d'Onslow : Argent a fess gules between six Cornish Choughs proper.

Jusqu'au XVIIIe siècle, le Crave à bec rouge a été associé à la pyromanie, et décrit par William Camden comme incendaria avis, « Souvent il apporte en secret des brindilles enflammées, mettant le feu aux maisons ». Daniel Defoe connaissait également cette histoire :
| « It is counted little better than a kite, for it is of ravenous quality, and is very mischievous; it will steal and carry away any thing it finds about the house, that is not too heavy, tho' not fit for its food; as knives, forks, spoons and linnen cloths, or whatever it can fly away with, sometimes they say it has stolen bits of firebrands, or lighted candles, and lodged them in the stacks of corn, and the thatch of barns and houses, and set them on fire; but this I only had by oral tradition. » | « Il est à peine mieux considéré qu'un oiseau de proie, car il a un appétit féroce et il est très malicieux ; il volera et emportera tout ce qu'il trouvera çà et là dans les maisons, ce qui n'est pas trop lourd, même non adapté à sa nourriture ; comme les couteaux, les fourchettes, les cuillères et morceaux de tissu, ou tout ce avec quoi il peut s'envoler, parfois on dit qu'il vole des morceaux de charbons ardents, ou des bougies allumées, et les place dans les meules de blé, la chaume des granges et des maisons, et y met le feu ; mais c'est seulement ce que j'ai eu par transmission orale. » |
| Daniel Defoe, A tour thro' the whole island of Great Britain, divided into circuits or journies | |

On retrouve trois craves sur les armoiries de l'archevêque Thomas Becket, et ils sont donc quelquefois appelés « beckits » en héraldique, pour créer un jeu de mots. En raison de sa relation au saint, la ville de Canterbury a également des craves à bec rouge sur son blason. Six craves apparaissent sur les armoiries des comtes d'Onslow, de Guildford dans le Surrey.
L'oiseau pourrait même se laisser apprivoiser, apprécié de l'homme pour son intelligence. La détention de ces oiseaux est en revanche interdite en France.

### Philatélie
L'oiseau figure sur les timbres-poste des pays suivants : Bhoutan (1995 et 1998), Gambie (2000), Île de Man (1978 et trois timbres différents en 2006), Turkménistan (2002) et Yougoslavie (1972).